# چیلترن گرین
چیلترن گرین (به انگلیسی: Chiltern Green) یک روستا در بریتانیا است که در Central Bedfordshire واقع شده‌است.